# Мобіль (мистецтво)

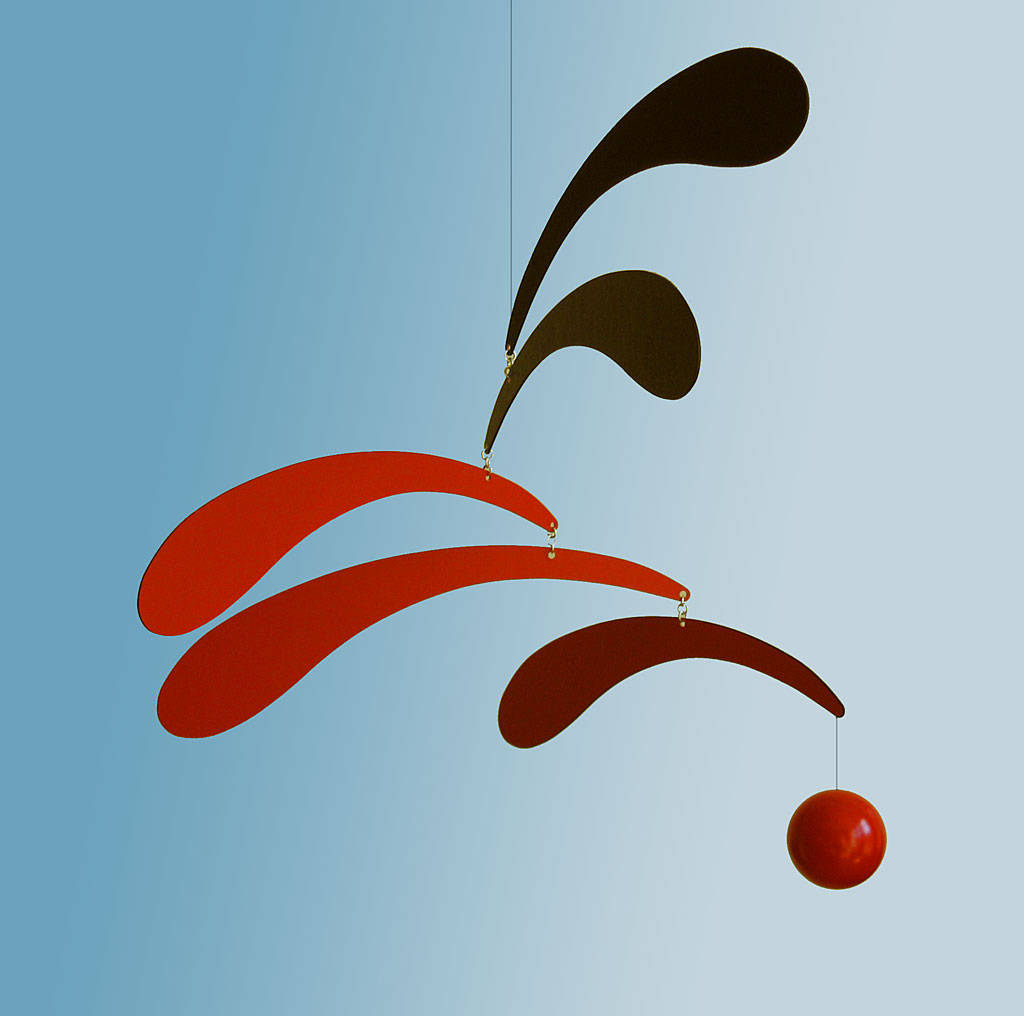
Проста сучасна мобіль у стилі Олександра Колдера

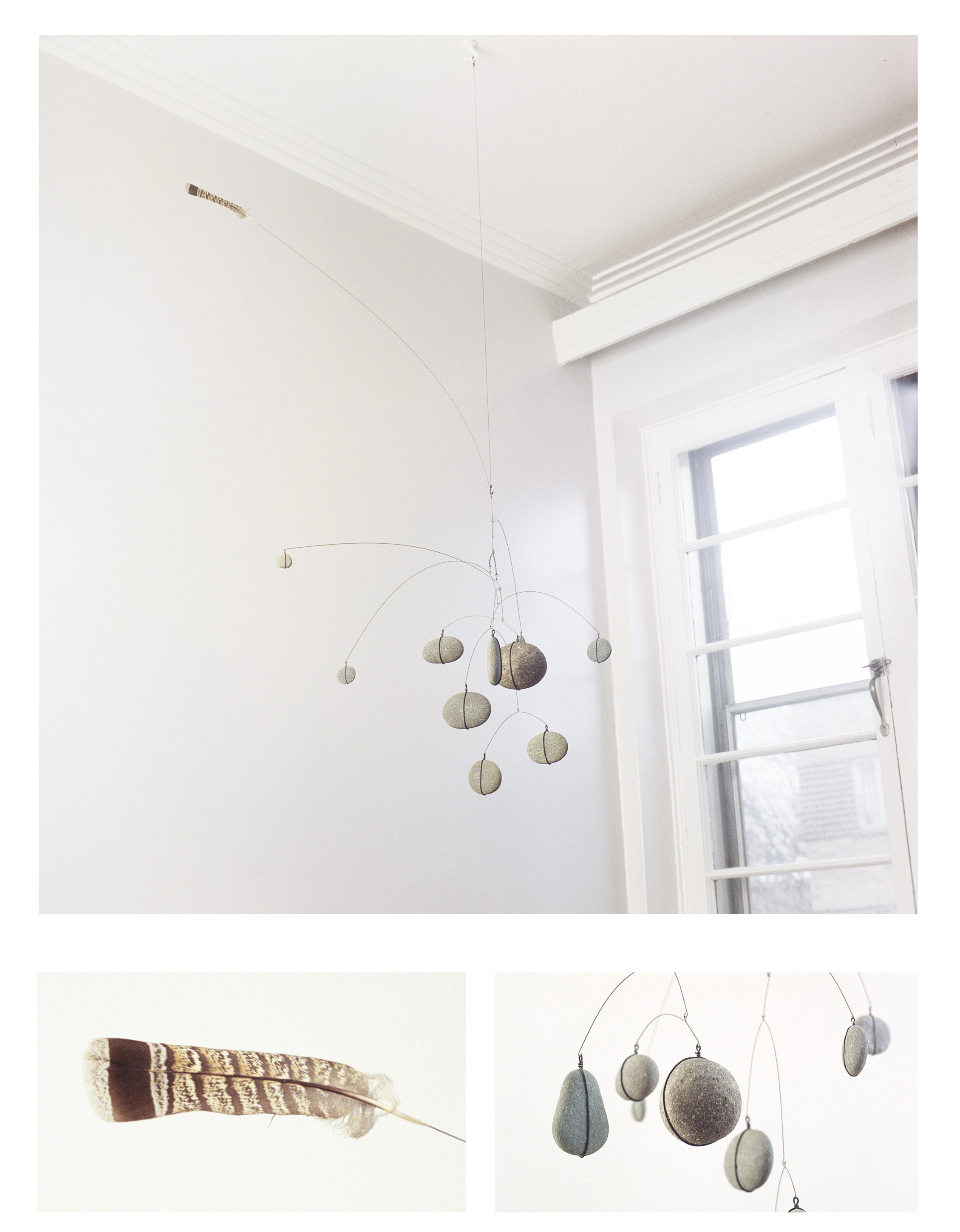
Mobile by Stephen H Kawai

Мобіль (фр. mobile, від лат. mobilis — рухливий) — витвір мистецтва, рухлива споруда, зазвичай з легкого металу і пластиків, що міняє свою форму при русі повітря або за допомогою механічних пристроїв, а також що створює різного роду колірні, світлові і звукові ефекти.
Вперше назву «Мобіль» було дано в 1932 специфічним абстрактним роботам американського скульптора Олександра Колдера. Термін «Мобіль» широко уживається по відношенню до творів так званого кінетичного мистецтва (течії, що оформилася в 1960-ті роки, що ставить своїм завданням активізацію сприйняття глядача). Принципи кінетичного мистецтва (багатообразна мінливість структури, можлива завдяки інженерному розрахунку і використанню електроніки; оптико-акустична дія на глядача, заснована на методах фотографії, кіно, стереозвуку) інколи знаходять вживання в оформлювальному мистецтві (оформлення свят, виставкових інтер'єрів і т. д.).